# Thomas Eagleton
Thomas Eagleton (Saint Louis, 1929. szeptember 4. – Saint Louis, 2007. március 4.) az Amerikai Egyesült Államok szenátora (Missouri, 1969–1987).